# Camión articulado
Un camión articulado es la separación de dos moléculas y uno o más semitráileres para llevar carga. Es conocido como  transport truck  en Canadá; semi o single truck en Australia; semi, tractor-trailer, big rig, o eighteen-wheeler en los Estados Unidos; y articulated lorry en Gran Bretaña e Irlanda.
En varios países se le conoce como tráiler, en Colombia como tractomula y en Venezuela gandola.
El semitráiler se sujeta al tractor con una quinta rueda, con una gran parte de su peso aguantado por el tractor. El resultado es que ambos, tractor y semitráiler, tienen un diseño claramente diferente del de un camión rígido de una sola pieza. El diseño del tractor-cabina más común tiene un motor delantero, un eje de dirección y dos ejes de tracción. La quinta rueda en la mayoría de los camiones tractores va en la línea anteúltima, para permitir el ajuste de la distribución del peso sobre su eje o esos.
El número de ejes del mismo puede variar según los que tengan tanto el tractocamión (sencillo y tándem) como el semirremolque semi-trailer (el cual posee uno, dos o tres ejes) y atendiendo a dicho criterio, puede tener 10, 14, 18 o 22 ruedas.

### Megacamión

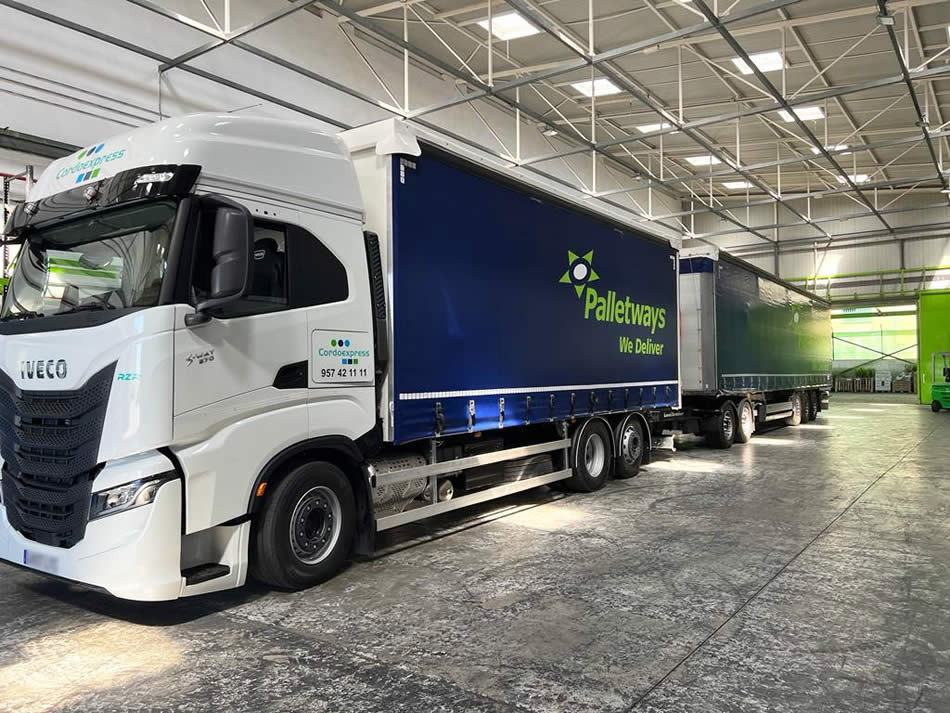
Megacamión

Es un camión modular cada vez más popular en las carreteras de Europa. Aporta beneficios a nivel logístico y sostenible, ya que permite aumentar la carga y el número de envíos en un mismo vehículo, lo que refleja y se adapta a la realidad del mercado dando respuesta al ritmo de crecimiento experimentado en el transporte de mercancías por carretera.
En concreto este camión se caracteriza por llevar dos remolques, uno más pequeño que el otro.
Especificaciones:
- Dimensiones: hasta 25,25 metros de longitud compuestos por (Cabeza tractora | Remolque fijo 7,8 m | Remolque adicional 13,60 m.
- Peso: hasta 60 toneladas

### Dúo Tráiler

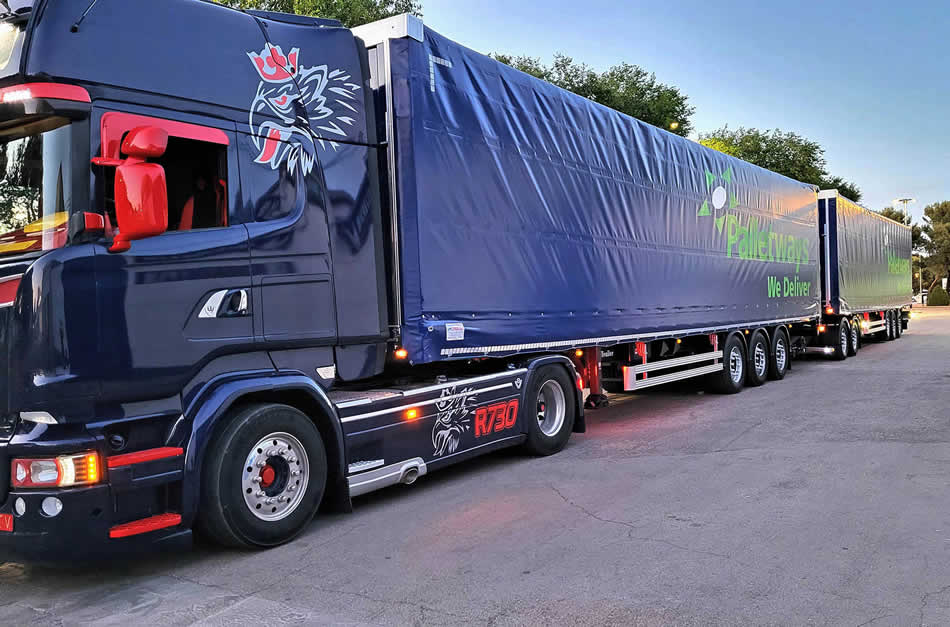
Duotráiler

Es un camión muy similar al Megacamión con dimensiones mayores, ya que carga dos remolques fijos de un mayor tamaño (ambos de 13,60 m). Popularmente pueden conocerse estos camiones como "tren de carretera"
Especificaciones:
- Dimensiones: Este camión se compone de (Cabeza tractora | Remolque 13,60 m | Remolque 13,60 m).
- Peso: hasta 70 toneladas

## Galería

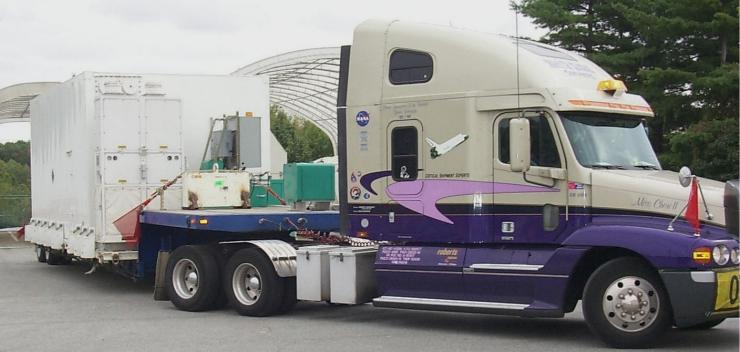
Camión articulado con dormitorio detrás de la cabina
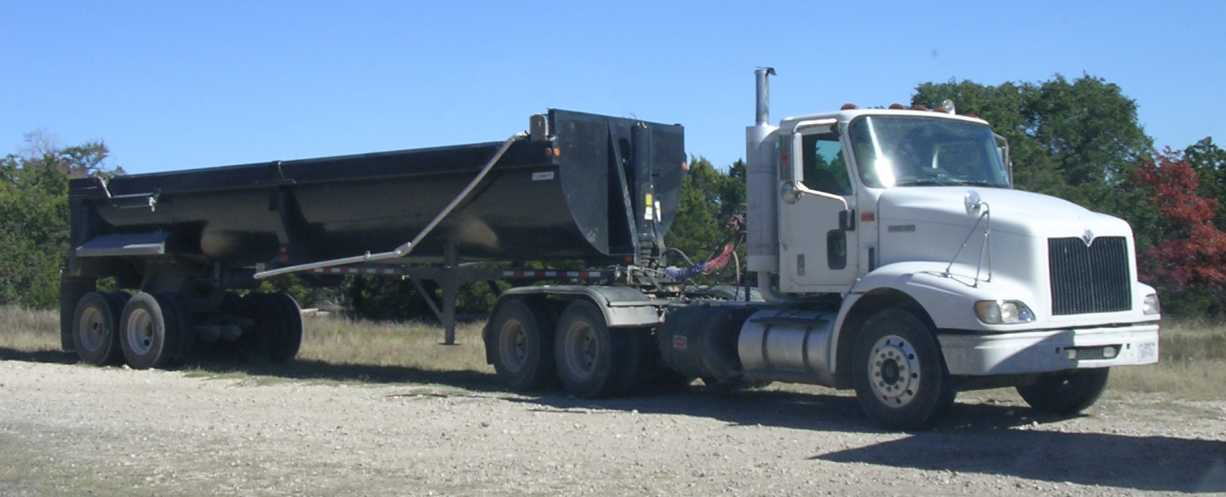
Camión articulado con un tráiler de volquete
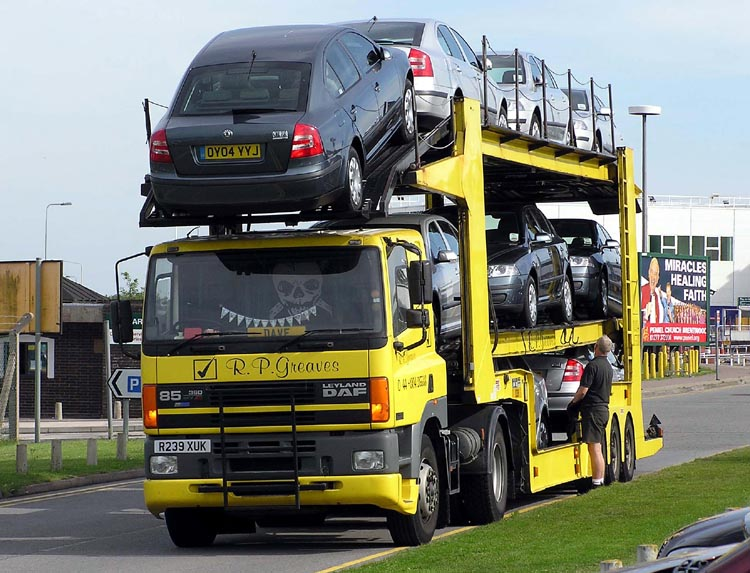
Camión articulado transporte de coches
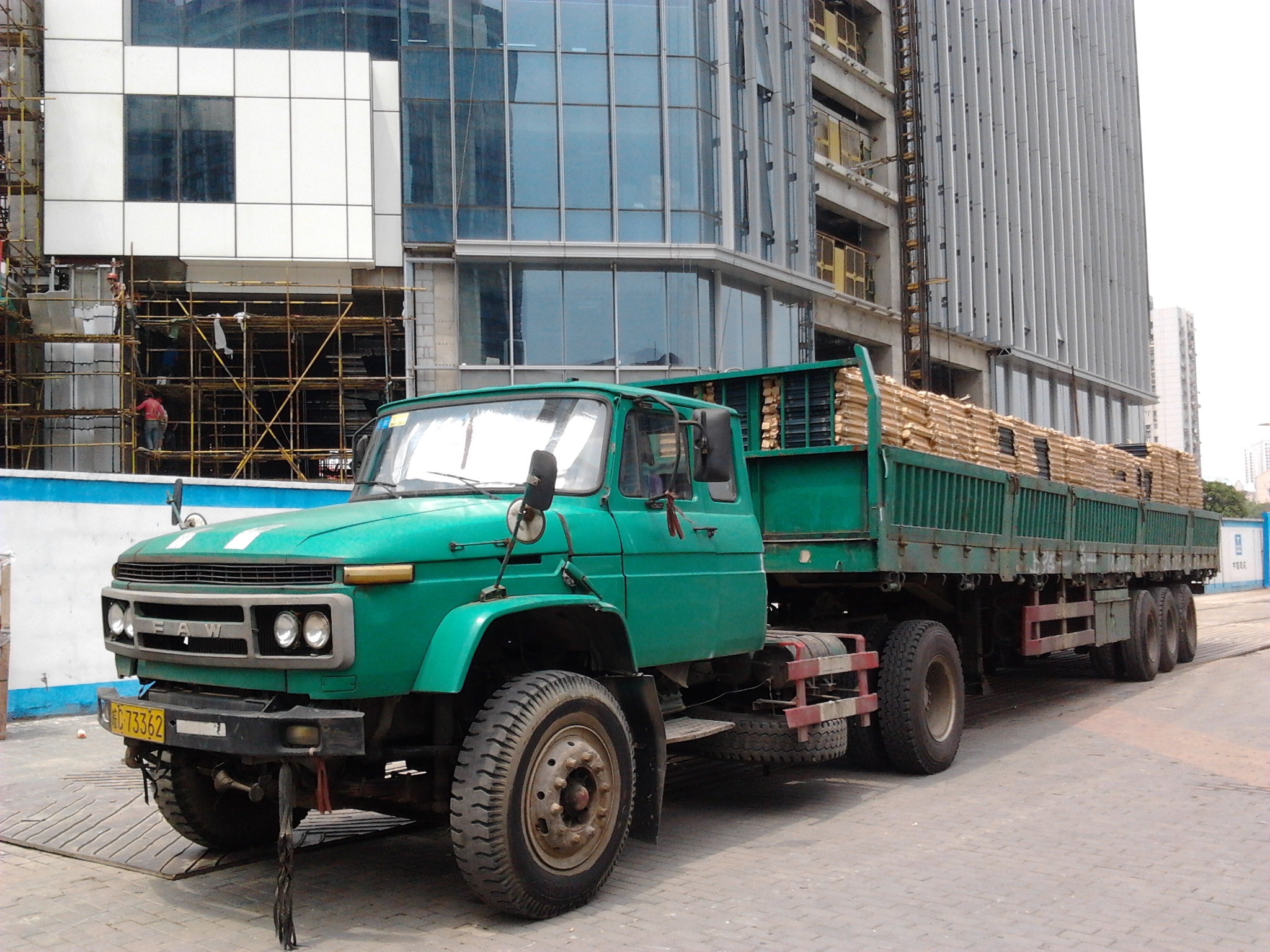
Camión articulado FAW en China
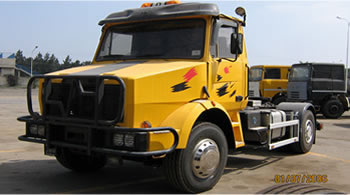
Camión articulado SNVI en Argelia
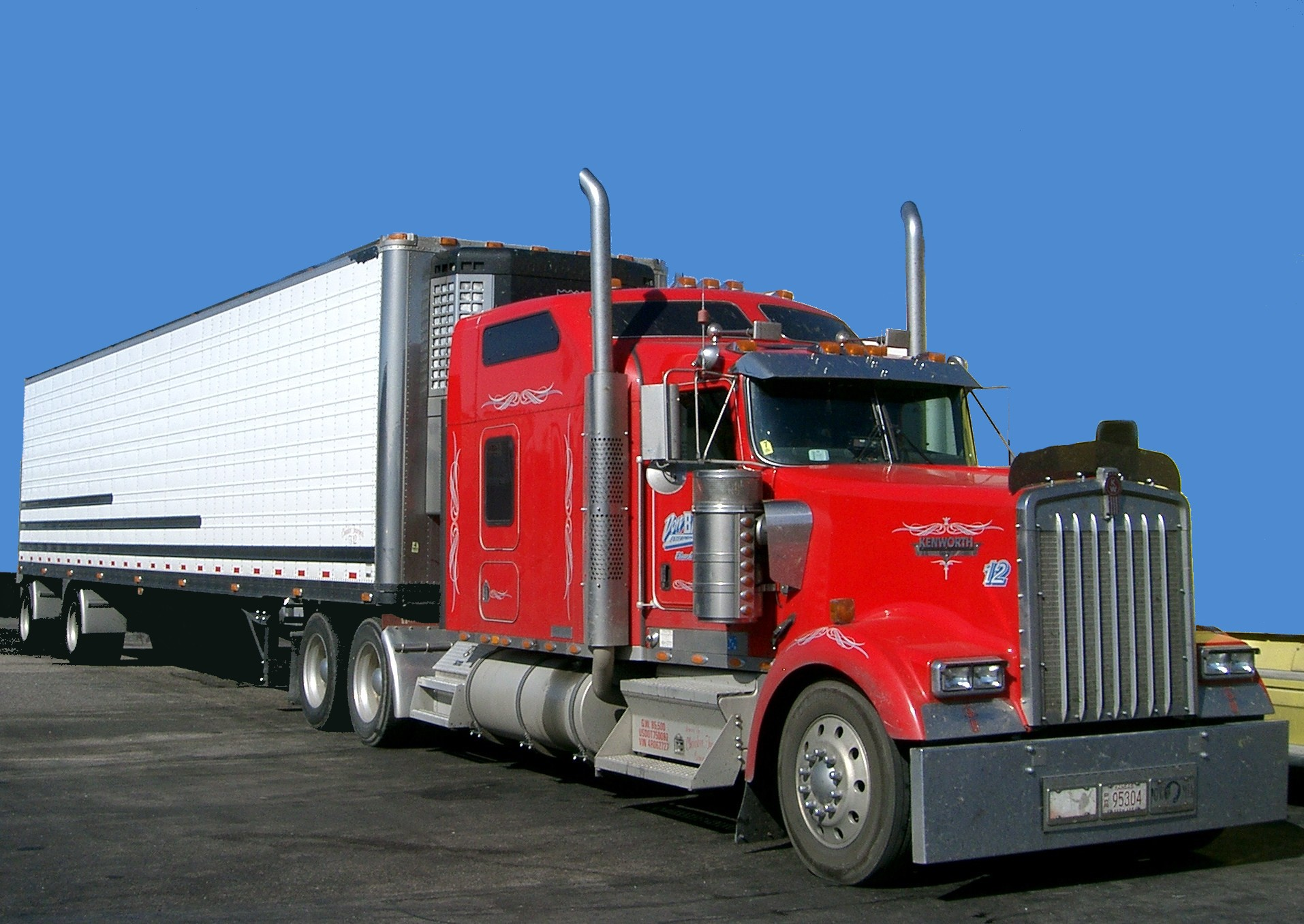
Un camión articulado americano de la marca Kenworth.
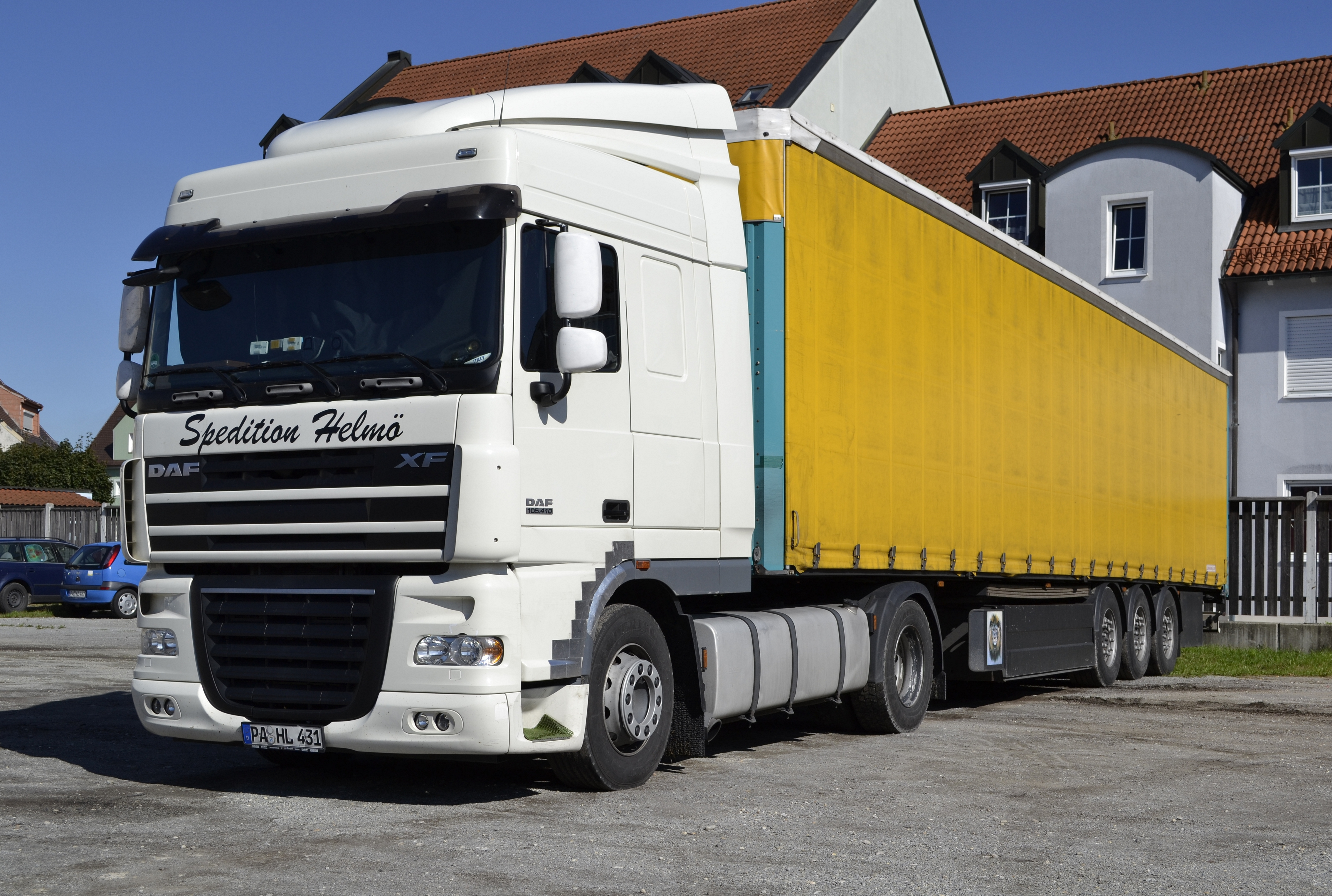
Camión articulado DAF XF 105.410 en Baviera (Alemania).

## Videojuegos inspirados
- 18 Wheels of Steel series
- 18 Wheeler: American Pro Trucker
- American Truck Simulator
- Big Rigs: Over the Road Racing (2003)
- Euro Truck Simulator
- Euro Truck Simulator 2
- Hard Truck (1998)
- MotorStorm y MotorStorm: Pacific Rift
- Rig 'n' Roll (2009)
- Rigs of Rods[5]